# Шерон Вічмен
Шерон Вічмен (англ. Sharon Wichman, 13 травня 1952) — американська плавчиня.
Олімпійська чемпіонка 1968 року.